# Mont Poroshiri
Le mont Poroshiri (幌尻岳, Poroshiri-dake), ou parfois mont Horoshiri, est un sommet du Japon situé sur l'île de Hokkaidō.
Avec 2 052 mètres d'altitude, il s'agit du point culminant des monts Hidaka. Il fait partie de la liste des 100 montagnes célèbres du Japon.